# Aldo Albera
Aldo Luciano Albera (Pisa, 19 gennaio 1923 – Sabaudia, 15 febbraio 2003) è stato un canoista italiano.

## Biografia
Nato nel 1923 a Pisa, a 29 anni partecipò ai Giochi olimpici di Helsinki 1952, nel K1 10000 m, chiudendo 15º con il tempo di 53'49"2.
Morì nel 2003, a 80 anni.